# Муджелло
Муджелло (итал. Mugello) — долина в Тоскане (Италия), расположенная в 23 км к северу от Флоренции.

## История

### Этрусские и римские поселения
Традиционно считается, что первыми обитателями этого района было лигурское племя маджелли, ещё до пришествия этрусков. В окрестностях Гальяно-ди-Муджелло, Барберино-ди-Муджелло, Лонда и Сан-Пьеро-а-Сьеве действительно обнаружены несколько поселений, относящиеся к эпохе палеолита. Учёные сходятся во мнении, что название этого племени связано с происхождением термина «муджелло», который использовался в литературных источниках уже в VI веке нашей эры для обозначения региона. После маджелли, которые, вероятно, создали первую дорожную сеть в этом районе, в долину пришли этруски. Ряд маршрутов, которые первоначально связывали Фьезоле с Фельсиной (современной Болоньей), а затем были расширены и улучшены римлянами, имели большое значение и в истории Муджелло.
Сохранились многочисленные следы этрусков, например, небольшой бронзовый идол, изображающий «женщину в остроконечном головном уборе и длинном облегающем платье в процессе ходьбы», найденный в 1870 году в колодце недалеко от Ронты, а также многочисленные фрагменты керамики, раскопанные в ручье «Ровинайе» (с итал. — «Руинном»), и важный археологический памятник Поджо Колла недалеко от Виккьо. Римское поселение в Муджелло относится к III—IV векам до нашей эры. Этруски довольно обширно были представлены в этом районе, о чём свидетельствуют обнаруженные многочисленные археологические находки (монеты, погребальные урны, остатки гробниц и стен) и частое повторение топонимов, имеющих окончание на итал. -ano и итал. -ana, такие как Черлиано, Фигьяно, Маркоиано, Гальяно и Лучиньяно, которые известны непосредственно из римской налоговой и административной практики. Однако, Муджелло в ту эпоху не играл центральной роли в масштабе империи, вероятно, холмистая местность плохо подходила для обширных посевов, типичных для имперской эпохи, и поэтому оставалась маргинальной территорией.

### Лангобардское королевство
В 476 году, с падением Западной Римской империи, вся Италия подверглась нашествиям германских народов, и информация о Муджелло того периода скудна и неточна. Близлежащая Флоренция, несмотря на то, что ей чудом удалось избежать полчищ Радагайса, остановленных под городскими стенами Стилихоном в 406 году, вместо этого была разрушена остготами Тотилы в 552-м, а в конце VI века попала под власть лангобардов, как и остальная часть северной и центральной Италии. За пределами Лангобардского королевства остались лишь территории, соответствующие нынешним Лацио, части Умбрии и адриатическому побережью от Венеции до Анконы и вглубь полуострова вплоть до Апеннин, которые остались в руках византийских экзархов, находившихся в Равенне. Таким образом, Муджелло стал приграничной зоной, подверженной сильной напряжённости и непрерывным нападениям армий двух враждующих сторон. Если ранее по Муджелло пролегал важный транспортный путь на север, то теперь неспокойность этого района вынудила лангобардских королей использовать более безопасный проход на запад, через перевал Чиза, тем самым повышая значение дороги, которая, идя из Милана и Павии, проходит через Пьяченцу и заканчивается на юге, за Апеннинами, в Сарцане, — так называемая «Дорога франков» (лат. Via Francigena), которая впоследствии стала главной дорогой, связывавшей страны северо-западной Европы и Рим. Столицей самого лангобардского герцогства Тоскана станет Лукка, расположенная на этой дороге, что отодвинет Флоренцию на второстепенную роль, а вместе с ней и Муджелло, который в последующие века разделит её судьбу. По крайней мере, до завоевания Лангобардского королевства Каролингами.

### Феодализм
В 801 году прокламация Карла Великого предоставила семье Убальдини «господство над Муджелло». Каролинги после завоевания Лангобардского королевства установили в Италии двухуровневую иерархию власти. Власть была в руках графа, который управлял территорией, совпадающей с территорией епархии, и простых лордов, вассалов графа и короля, которые управляют своими владениями по образцу судебной системы. Иерархия, которой затем противопоставлялось церковное управление, чья административная структура, унаследованная непосредственно от римской юрисдикции, вращалась вокруг приходской церкви. Оба проявления феодальной власти, характеризовали всю раннесредневековую Тоскану, а вместе с ней и Муджелло, где это явление также подтверждается расцветом в тот период многочисленных укрепленных центров, прямым следствием власти местных лордов.
В Муджелло IX века семьи Альберти и Убальдини доминировали в центральной и западной части, семья Гвиди, сеньоры Казентино, преобладала на востоке. Однако вскоре эти представители феодальной власти оказались в открытом конфликте с экспансионистскими целями Флоренции. Уже в 854 году Лотарь I объединил графства Флоренция и Фьезоле, тем самым фактически определив упадок последнего. Флоренция в то время находилась в состоянии экономического роста, её площадь была примерно в два раза больше, чем у других тосканских графств, и простиралась от Апеннинских вершин на севере до окраин Сиены на юге и от графства Ареццо на востоке до Пистои на западе.
Помимо прочего, Флоренция в тот период стала ареной важных событий и ведущим сторонником реформы церкви, попавшей в руки мирян. Флорентиец Иоанн Гуальберт, основатель монастыря Валломброза, нашёл поддержку у широких масс населения, за короткое время дал жизнь первому великому итальянскому реформаторскому ордену (1038 г.), и позднее флорентийская община поддержала маркграфиню Матильду Тосканскую, и вместе с ней папу Григория VII в конфликте между церковью и императором Генрихом IV. Имперские войска осаждали Флоренцию в течение десяти дней, но в конце концов отступили, и такая победа, сопротивление войскам Священной Римской империи, позволило Флоренции войти в историю с полными правами.
В XII веке флорентийская община окрепла, осознала себя и свою силу, и в силу привилегий, дарованных графиней Матильдой, и одновременного исчезновения ключевых фигур власти начинает решительно освобождаться от установленной власти для автономного и полного представления Флоренции и её сельской местности. Важно подчеркнуть, что первым действием, осуществлённым этой зачаточной формой свободной флорентийской коммуны, было взятие и разрушение древнего Фьезоле, от которого остались только собор и резиденция епископа. Жестокое утверждение превосходства, о котором узнали все современники.

### Расцвет Флоренции
Таким образом Флоренция стала независимым городом-государством. Но если получить определенную политическую автономию было легко, учитывая удаленность имперской власти, то прямой контроль над сельской местностью был другим. Крупные и мелкие феодалы, миряне и священнослужители, представители империи в условиях тотальной анархии фактически контролировали ресурсы территории и дороги. Препятствуя росту города и вызывая неизбежные конфликтные ситуации, сельские феодалы, с одной стороны, и городская купеческая буржуазия, с другой, представляли не только два различных социальных класса, но прежде всего противоположные экономические интересы, исключавшие всякую возможность соглашения между собой. С одной стороны, быстрорастущий город нуждался в безопасных и свободных путях для торговли, в то время как феодалы деревни пытались восстановить свое господство на территории с помощью пошлин и набегов. Выживание одного представляло угрозу для другого. Значительной была борьба между Флоренцией и семьей Убальдини, всегда готовой дать бой и вступить в союз со всеми врагами города. Муджелло был обязательной остановкой для всех товаров и купцов, направлявшихся в Эмилию и Ломбардию, и, следовательно, важным центром торговли на севере. Поэтому борьба была долгой и беспощадной. Крепость Монтаччанико, самый мощный замок Убальдини, поставленный для охраны дороги, проложенной ещё во времена Римской империи и начавшей приобретать значение именно с развитием Флоренции в XII веке, была разрушена впервые в 1258 году и сразу восстановлена с двойным кругом стен.
Город продолжил наступление двумя массовыми походами в 1272 и 1273 годах, но не ослабил власть феодальной семьи, что в 1302 году привело к продолжению военных действий. Борьба могла бы продолжаться бесконечно, если бы в 1306 году, по плану, заранее подготовленному и уже успешно испытанному в Вальдарно в 1299 году, в связи с очередной осадой и очередным разрушением замка, Флорентийская республика не основала две «новые земли»: Castel San Barnaba, впоследствии ставший Скарперией, и Castrum florentia, впоследствии ставший Фиренцуолой. Целью этого проекта было активизировать дружественные силы, рассредоточенные по всей территории, и в то же время вытеснить силы противника, предоставив свободу, защиту и обещание развития тем, кто населял территорию, а также привлекательные и конкретные немедленные преимущества, такие как, освобождение от налогов на десять лет. Вероятно Фиренцуола поглотила общины Тирли и Бординьяно, в то время как жители Сант-Агаты, Фанья, Сан-Джованни-Маджоре и Ферроне составили население Скарперии. Ситуация в восточной части Муджелло не сильно отличалась — после разрушения замков Ампинана, Гаттайя, Филиччоне и Монтесасси, принадлежавших семье Гвиди, Флорентийская республика решила в 1324 году укрепить несколько домов, построенных изгнанниками, на холме недалеко от Сиеве, где сегодня находится Виккьо, и взять жителей под свою защиту.
В течение XIV и XV веков регион пережил длительный период относительного процветания, в том числе благодаря расположению здесь многочисленных земельных владений важных и богатых семей, среди которых выделяются Медичи. Будучи родом из Муджелло, Медичи вложили сюда огромные финансовые ресурсы, чтобы закрепить своё присутствие во Флоренции. В период возвышения Медичи Муджелло переживал взлёты и падения, но был в значительной степени заброшен и обеднел, в том числе из-за частых голода и эпидемий, которые были связаны с военными событиями. После присоединения к герцогству Лотарингия и особенно благодаря Пьетро Леопольдо ди Лорена (который, среди прочего, открыл перевал Муральоне, в Муджелло началось экономическое возрождению и была проведена административная реформа, упразднены лиги, викариатство Скарперии, многочисленные братства и религиозные общества. В 1860 году по итогам плебисцита Муджелло (со всей Тосканой) был присоединён к Сардинскому королевству.

## География
Долина расположена в верхнем течении реки Сиеве, на участке, где река течёт с севера на юг, до точки, где она делает петлю и меняет направление, принимая ориентацию с северо-востока на юго-запад. Расположенная к югу от Апеннинского водораздела, проходящего по перевалам Фута, Джого в Скарперии, Колла-ди-Казалья и Муральоне, долина Муджелло отделена от долины реки Арно и Флоренции хребтами Монте-Джови, Ветта-ле-Крочи, Монте-Сенарио и Крочи-ди-Каленцано, все вместе исторически известные как Муджелльские горы (итал. Monti Mugellani).
Долина Муджелло в основном отождествляется с древним морем, часть которого была отделена в долине.